# Fadil Saba
Fadil Saba (Fadeel Saba, Savides 1901, Nazaret – 1988, San Diego) byl izraelsko-americký fotograf palestinského původu. Zaměřoval se na portrétní fotografii a fotografii městské krajiny. Od dvacátých let 20. století vytvořil celou řadu fotografických pohlednic Palestiny, jako například Nazaret, Tiberias, Mariinu studnu nebo Galilejské moře, které prodával v limitovaných edicích turistům.

## Životopis

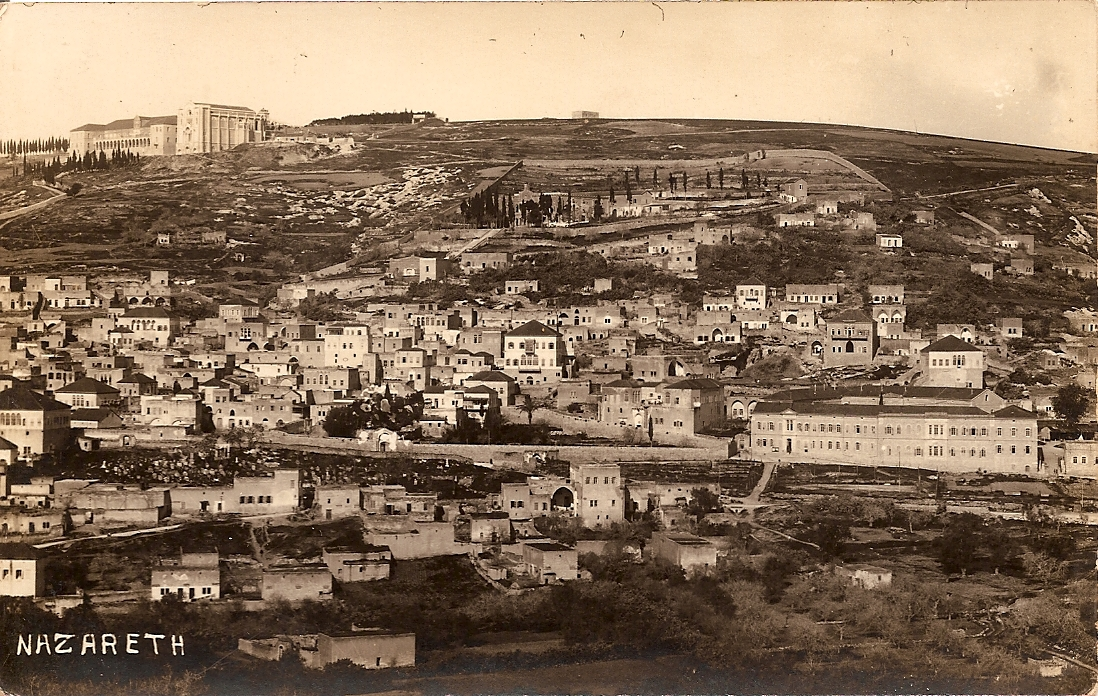
Pohlednice z Nazaretu

Fadil Saba se narodil v Nazaretu v roce 1901 v křesťanské rodině, kde jeho otec byl učitel na škole. Po základním vzdělání studoval inženýrství v Tel Avivu, ale od 20. let 20. století si zvolil jako své povolání fotografii. V rodném Nazaretu provozoval studio, které se specializovalo na svatební a portrétní fotografii. Během této doby také vytvořil řadu fotografických pohledů na Palestinu, které prodával v limitovaných edicích jako pohlednice, a které s oblibou kupovali turisté ze západu. V roce 1932 Fadil Saba přesunul své podnikání do Haify a své fotografické studio přenechal Karimeh Abbudové, první fotografce v arabském světě. Karimeh Abbud v jeho ateliéru fotografovala především zejména portréty, svatební skupionové fotografie a byla zákazníky velmi žádaná. Saba fotografoval hlavně krajinářskou fotografii, městskou krajinu, ateliérové portréty, ale vytvářel také žánrové komponované snímky, například zemědělce při práci s pluhem, nebo dvě venkovské ženy při rozhovoru. Při fotografování některých scén mu pomáhal asistent, například během fotografování mozaiky na podlaze Konstantinovy vily k pořízení záběru musel vybudovat obří lešení, které mu umožnilo záběr z výšky, ale také sloužilo jako stativ.
V roce 1949 Saba opustil Palestinu a emigroval do USA. Tam provozoval obchod s potřebami pro fotoaparáty a současně provozoval fotografické studio. Znovu si udělal jméno jako portrétní fotograf. V roce 1953 se oženil s Američankou, se kterou měl tři syny a dceru. Zemřel v San Diegu v roce 1988. Fadil Saba je pohřben na hřbitově Glen Abbey v Bonitě.

## Galerie

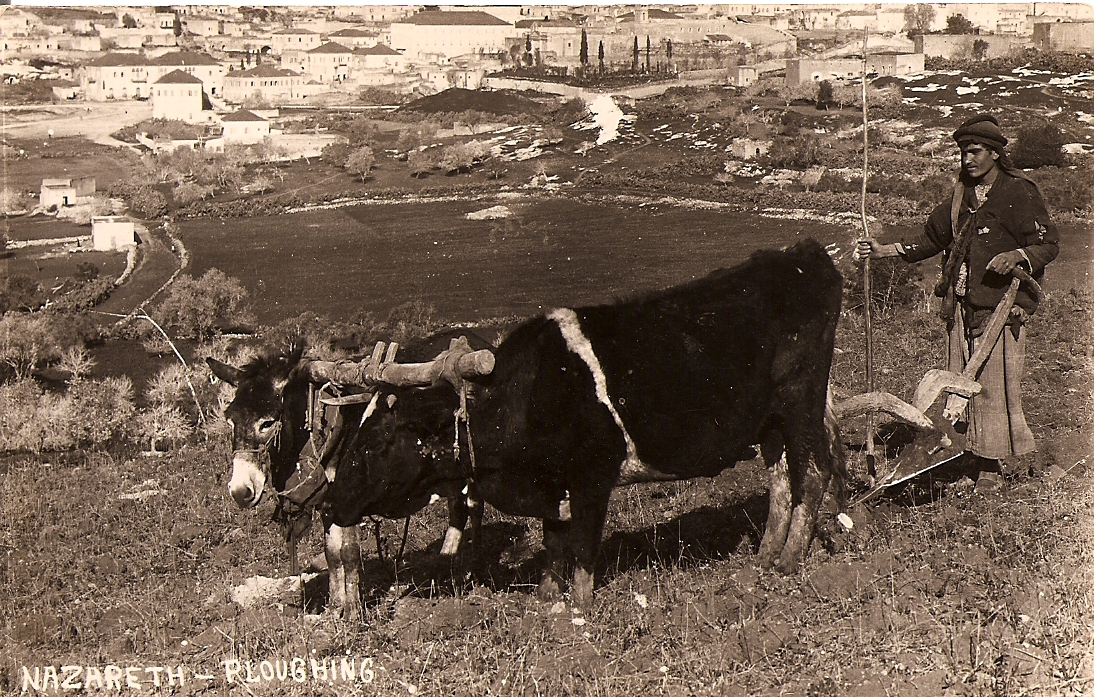
Nazaret
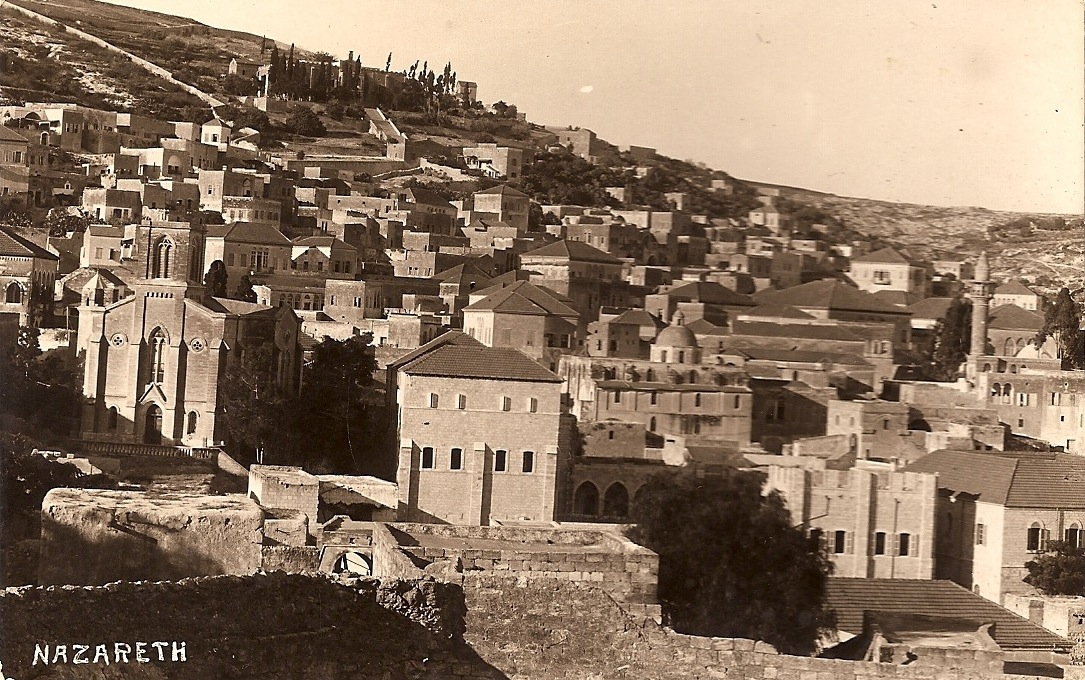
Nazaret
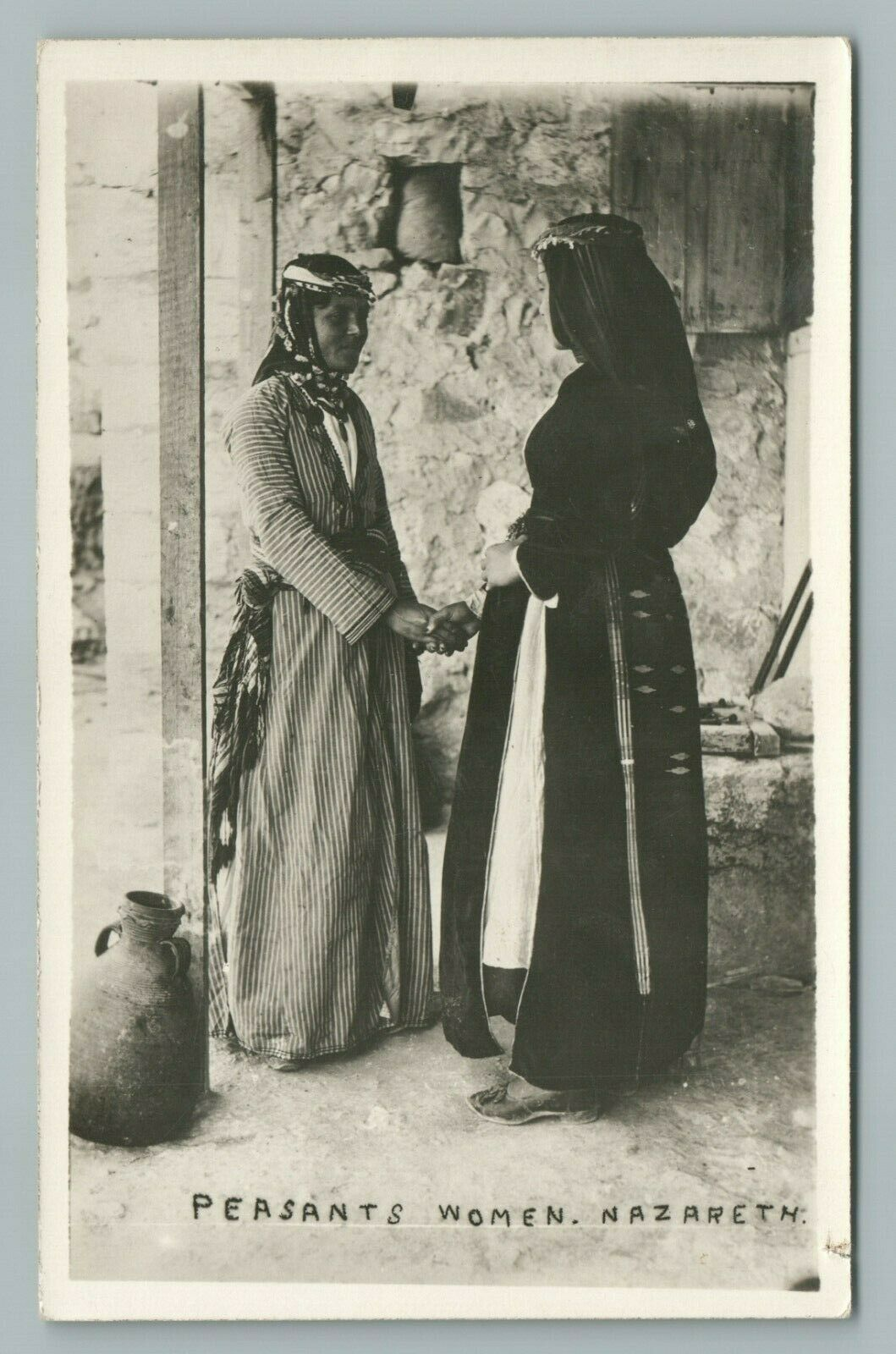
Venkovské ženy, Nazaret
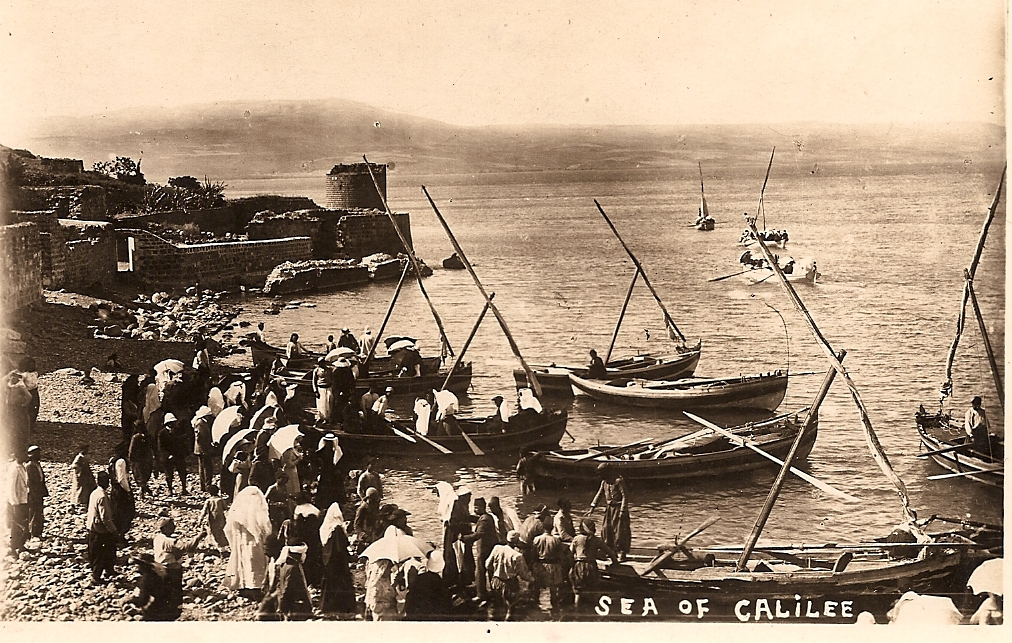
Galilejské moře, Nazaret
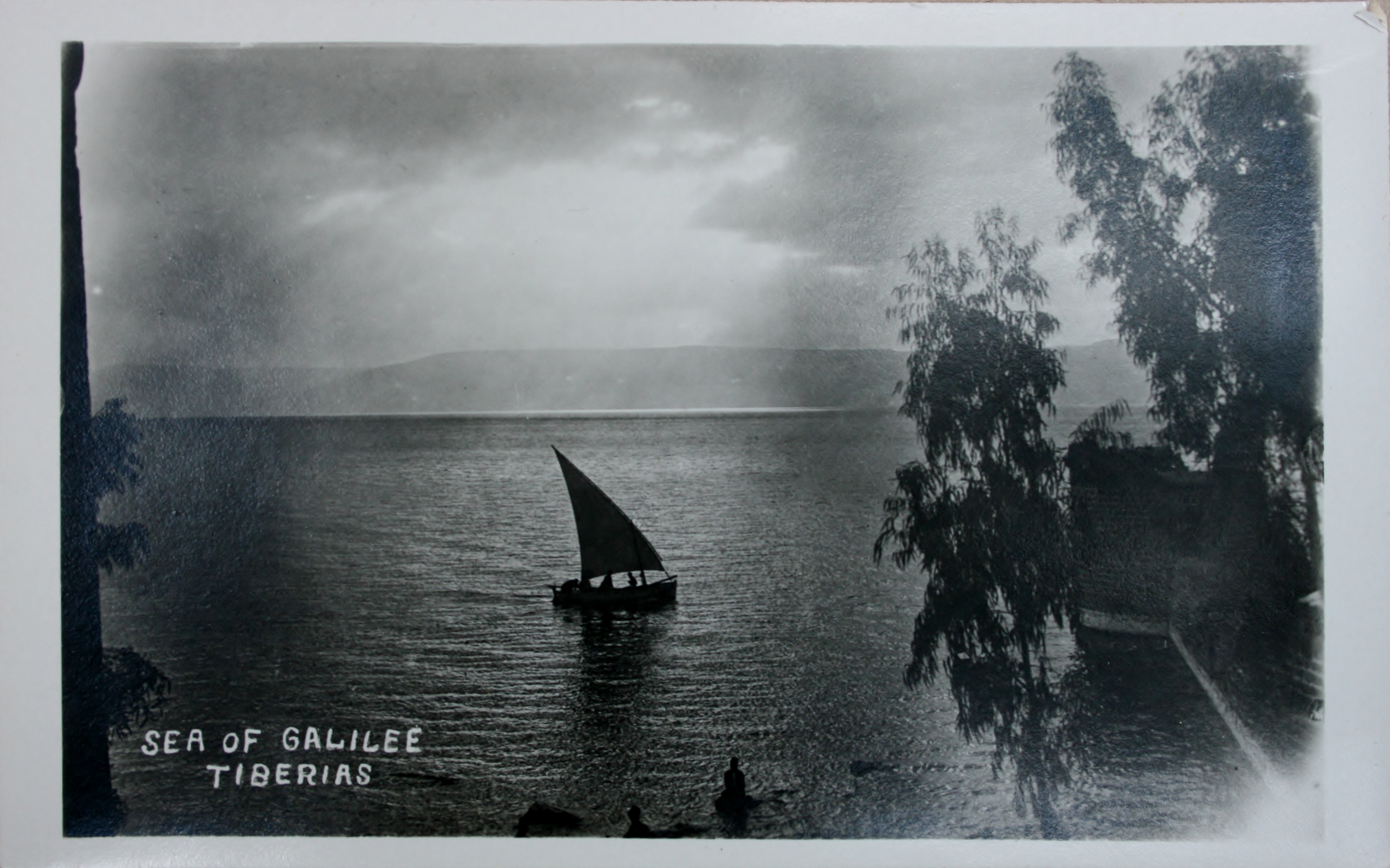
Galilejské moře, Tiberias
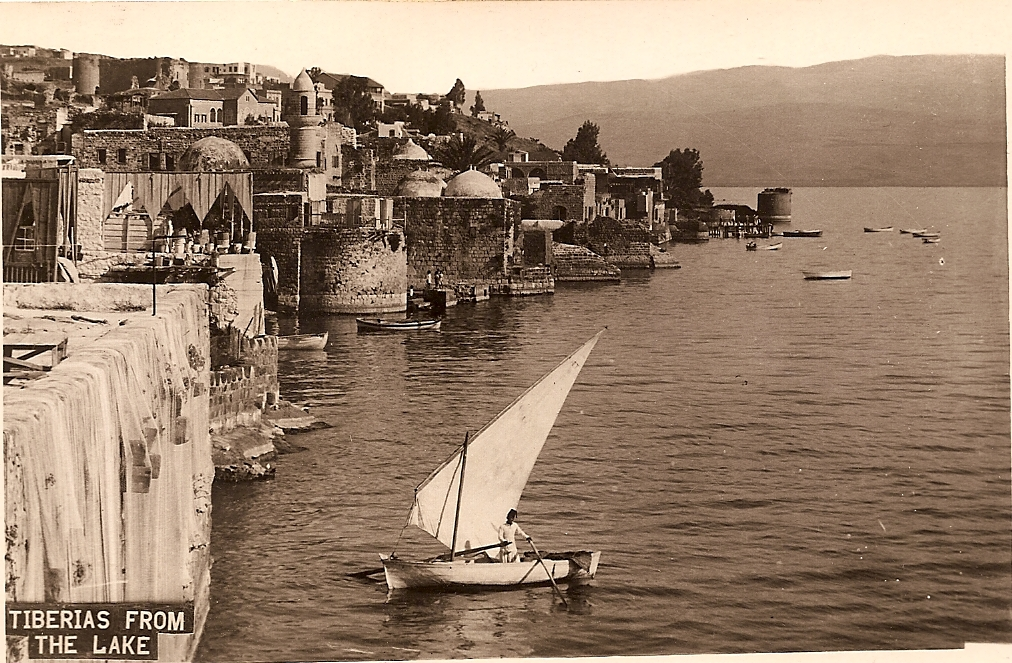
Tiberias
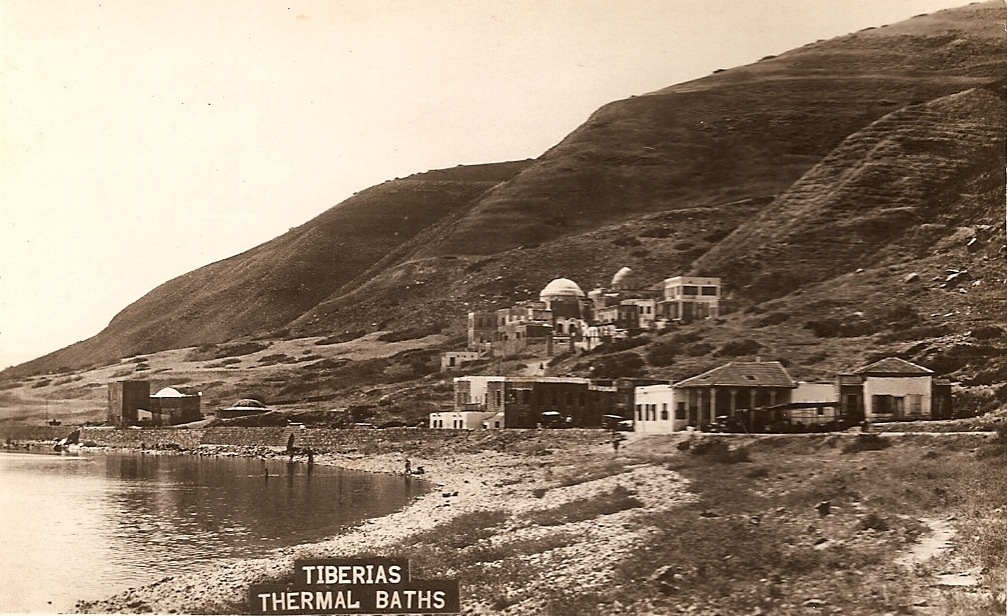
Termální lázně, Tiberias
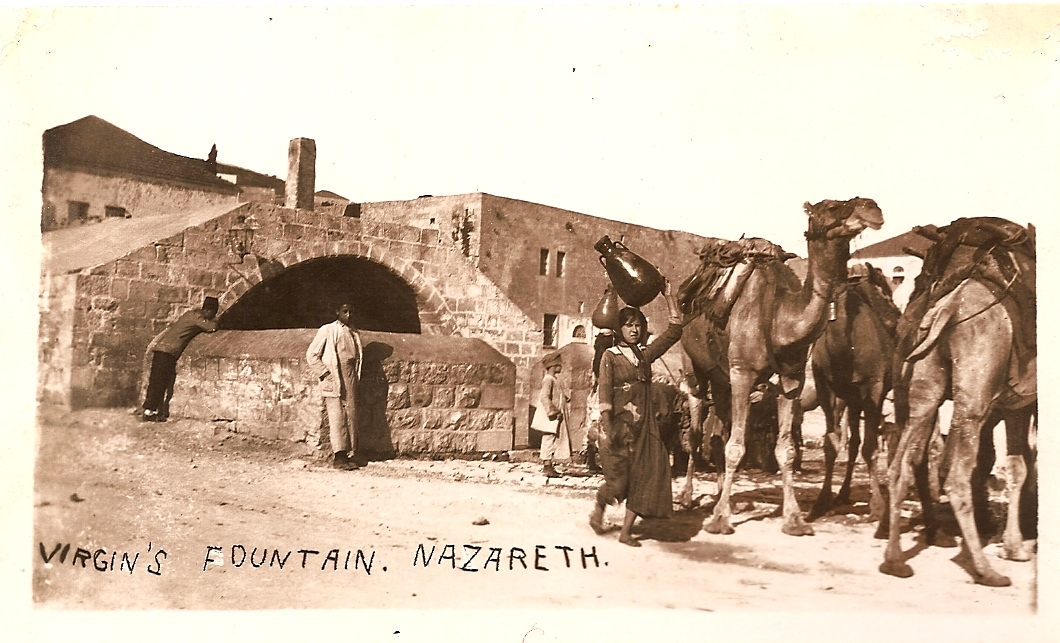
Mariina studna, Nazaret